# 佐倉草ぶえの丘バラ園
佐倉草ぶえの丘バラ園（さくらくさぶえのおかバラえん、英: The City of Sakura Rose Garden）は、千葉県佐倉市の佐倉草ぶえの丘にあるバラ園である。単に草ぶえの丘バラ園とも呼ばれる。
本項では、前身であるローズガーデン・アルバについても記述する。

## 概要
飯野820番地にある佐倉草ぶえの丘の域内に設けられている。特定非営利活動法人バラ文化研究所が管理・運営を行っている。敷地面積は、およそ13,000平方メートルである。2021年（令和3年）の時点において、およそ1,250種類、2,500株のバラが植栽・保存されている。
鈴木省三コーナーでは、バラ育種家の鈴木省三によって作出された品種が植栽されている。ルドゥーテコーナーでは、『バラ図譜』を製作した植物画家ピエール＝ジョゼフ・ルドゥーテが描いたバラの中で現存する品種の大部分が収集されている。他に日本のバラコーナー、中国のバラコーナー、世界の原種コーナー、アジアの原種コーナー、オールドローズコーナー、シングルローズコーナー、ラ・ボンヌ・メゾンコーナー、サンタ・マリアの谷などのコーナーがある。資料室には、鈴木省三によって収集された書籍や研究資料、カタログや雑誌の他に、バラの愛好者から寄贈された書籍を含め、およそ1万件を超える資料が収められている。

## 由来
1996年（平成8年）5月15日、ヘリテージローズの収集・保存を行うことを目的として、ローズガーデン・アルバがバラ文化研究所によって佐倉市下志津に開園される。ローズガーデン・アルバは高い評価を受け、収集した品種が増加し、植栽するスペースが足りなくなってきたことから、2003年（平成15年）3月に開催された佐倉市の政策会議で、佐倉草ぶえの丘の域内にバラ園を建設することが政策決定される。2004年（平成16年）、ローズガーデン・アルバが閉園される。
2006年（平成18年）4月29日、佐倉草ぶえの丘バラ園がバラ文化研究所と佐倉市との協力により開園される。開園当時に植栽されていたバラの種類は、800種類であった。ローズガーデン・アルバに植栽されていたバラは、すべて佐倉草ぶえの丘バラ園に移植された。2008年（平成18年）、バラに関する国際的な機関である世界バラ会連合に準会員として加入する。
2011年（平成23年）、第12回国際ヘリテージローズ会議が当バラ園で開催される。2014年（平成26年）2月、アメリカ合衆国・カリフォルニア州にある教育研究機関、ハンチントン図書館のザ・グレート・ロザリアンズ・オブ・ザ・ワールド (The Great Rosarians of the World ; GROW) より「殿堂入りバラ園」(Rose Garden Hall of Fame) に選ばれ、表彰を受ける。
2015年（平成27年）5月、世界バラ会連合の主催によってフランス・リヨンで開かれた第17回世界バラ会議において、京成バラ園とともに優秀庭園賞 (Award of Garden Excellence) を受賞した。2019年（令和元年）9月、台風第15号により大きな被害を受ける。